# Tell ed-Der
Tell ed-Der (starożytne Sippar-Amnanum i Sippar-Anunitu) − stanowisko archeologiczne w Iraku, leżące ok. 25 km na południe od Bagdadu, mniej więcej w połowie drogi pomiędzy rzekami Tygrys i Eufrat.

## Historia zasiedlenia
Stanowisko to, zajmujące powierzchnię ok. 50 ha, zasiedlone było najprawdopodobniej od końca III tys. p.n.e. aż do okresu perskiego (VI-IV w. p.n.e.). Przypuszcza się, iż istniejące tu miasto założone zostało na krótko przed dojściem do władzy królów z III dynastii z Ur (2112-2004 p.n.e.), ale jego nazwa w tym wczesnym okresie w jego historii nie jest znana. Archiwa odkryte na stanowisku w trakcie wykopalisk pozwoliły ustalić, iż w okresie starobabilońskim istniejące tu miasto nosiło nazwę Sippar-Amnanum (Sippar-Amnānum); z kolei badania Dominique Charpin pokazały, iż miasto to znane też było pod nazwami Sippar-Annunitum (Sippar-Annunītum), Sippar-rabum (Sippar-rabûm, tłum. "Wielkie Sippar") i Sippar-durum (Sippar-dūrum). Czasem jego nazwę zapisywano po prostu Sippar, co sprawia, iż w wielu przypadkach badacze mają problem z ustaleniem, czy w danym tekście chodzi właśnie o to miasto, czy też o drugie, bardziej znane Sippar, które leżało kilka kilometrów na południowy zachód od Sippar-Amnanum.
Po okresie upadku i opuszczenia miasto zasiedlone zostało ponownie w 2 połowie II tys. p.n.e. (ok. 1400 p.n.e.). Jego nazwa w formie Sippar-Anunitu (Sippar-Anunītu) pojawia się wśród zdobyczy asyryjskiego króla Tiglat-Pilesera I (1114-1076 p.n.e.). Pod tą nazwą miasto to pojawia się też w źródłach z okresu nowobabilońskiego i perskiego.

## Prace wykopaliskowe
Pierwsze prace wykopaliskowe na stanowisku przeprowadził E.A.W. Budge, który w 1891 roku odkrył tu tysiące glinianych tabliczek zapisanych pismem klinowym. Pewną liczbę tabliczek odnalazł tu również trzy lata później Victor Scheil, który jako pierwszy założył, że stanowisko to może kryć ruiny miasta Sippar-Amnanum. Niemieccy archeolodzy Walter Andrae i Julius Jordan odwiedzili to stanowisko w 1927 roku i sporządzili jego pierwsze dokładne plany. W 1941 roku pierwsze oficjalne wykopaliska na stanowisku przeprowadzili archeolodzy iraccy pod kierunkiem T. Baqira i M.A. Mustafy. Począwszy od 1970 roku dalsze prace badawcze prowadził tu zespół archeologów belgijskich pod kierunkiem Léona De Meyera i Hermanna Gasche.

## Najważniejsze odkrycia
Jednym z najważniejszych odkryć na stanowisku było to, iż miasto Sippar-Amnanum otoczone było potężnym wałem ziemnym (o szerokości co najmniej 45 metrów), który chronić miał je przed powodziami. Wał ten zastąpił wcześniejszy, tradycyjny mur miejski (jego istnienie potwierdza wzmianka w jednym z listów babilońskiego króla Samsu-iluny), który najprawdopodobniej zniszczony został przez powódź. Charakterystyczną cechą wału był brak bram - dostęp do miasta zapewniał najprawdopodobniej system nasypów wiodących na szczyt wału.
Innych ważnych odkryć w Tell ed-Der dokonano w ruinach domu należącego do niejakiego Ur-Utu, wysokiego kapłana bogini Annunitum. W domu tym odnaleziono ponad 2000 tabliczek, które dostarczyły ważnych informacji na temat społecznych, ekonomicznych i religijnych aspektów życia codziennego w Sippar-Amnanum w schyłkowej fazie istnienia państwa starobabilońskiego.

## Świątynia bogini Annunitum
Bóstwem opiekuńczym miasta Sippar-Amnanum była Annunitum - babilońska bogini związana głównie z narodzinami dzieci. W samym mieście, które na cześć tej bogini nazywano też często Sippar-Annunitum (tłum. "Sippar bogini Annunitum"), znajdowała się jej główna świątynia zwana E-ulmasz. Wiadomo, iż prace budowlane przy tej świątyni prowadzili Ammi-saduqa (1646-1626 p.n.e.) i Nabonid (556-539 p.n.e.). Ten ostatni w swej inskrypcji wspomina również o wcześniejszych pracach prowadzonych przy tej świątyni przez Sabiuma (1844-1831 p.n.e.) i Szagarakti-Szuriasza (1245-1233 p.n.e.). W trakcie wykopalisk nie udało się jak dotychczas odkryć żadnych jej śladów.